# セカンド・ラプソディ
『セカンド・ラプソディ』（Second Rhapsody）は、ジョージ・ガーシュウィンが1931年に作曲したピアノと管弦楽のための楽曲。作曲時の名前を用いて『ラプソディ・イン・リヴェッツ』（Rhapsody in Rivets）と呼ばれることもある。
本作は20世紀のうちにはほとんど演奏されなかったが、近年になってようやく評論家や大衆が注意を向けるようになってきている。

## 作曲の経緯
1930年、ガーシュウィンは兄のアイラと共に映画『デリシャス』 (Delicious (film)) の音楽制作のためにハリウッドへ招かれていた。作中の楽曲の大半と「The Melting Pot」の場面を作り終えたガーシュウィンは、登場人物がニューヨークの通りを彷徨う長大なモンタージュの場面の劇伴をスケッチし始めた。この場面の当初の表題は「マンハッタン・ラプソディ―」であったが、映画製作の過程で変更されて「ニューヨーク・ラプソディ」となり、最終的には「ラプソディ・イン・リヴェッツ」へと落ち着いた。スケッチの完成はニューヨークへ戻る直前の1931年2月の終わりであった。
ニューヨークに到着したガーシュウィンは1931年3月14日に本作に取り掛かり、3月23日に総譜を完成させている。彼はこの作品を誇らしく思っており、次のように述べている。「オーケストレーションや形式などの多くの点において、私がこれまでに書いた最高のものです。」
映画『デリシャス』の場面での使用に際して、曲は場面の長さに合わせるために7分の長さに編集され、全曲のうち半分以上が削られることになった。この編集を行ったのはヒューゴー・フリードホーファーである可能性がある。彼はフォックス・フィルム・スタジオで音楽担当職員として勤務しており、本作の初期スケッチの段階でガーシュウィンと共に仕事をしている。ガーシュウィン自身も後に開始部分のピアノ、チェロ、ヴァイオリンによる三重奏を削除している。

## 初演
1931年6月26日、ガーシュウィンはニューヨークの音楽家たちを指揮し、自ら独奏を弾いて本作の通し練習を行った。彼はリハーサルの様子を専門家に録音させていたが、これまで商業的に流通していなかった。数年後、兄のアイラはLPでの刊行が可能なように録音を提供する。1991年になり、この歴史的演奏がCDで発売された。オーケストレーションは数か所の部分でガーシュウィンの最終稿、およびマクブライドの再編曲版と大きく異なっている。また、この録音では後にガーシュウィン自身によって削除されたピアノソロやその他の部分を聞くことができる。
初演は1932年1月29日、ボストンのシンフォニーホールにおいてセルゲイ・クーセヴィツキーの指揮、作曲者自身の独奏、ボストン交響楽団の演奏で行われた。その数日後にニューヨーク初演が行われている。

## 楽曲構成
独奏ピアノが奏でる同音連打のモチーフに開始する。続いてオーケストラが異なる動機を提示し、やがてそれら2つの動機が同時に奏される（譜例1）。
譜例1
主にこれらの主題、動機を用いて快活に進められる。ピアノのカデンツァが挿入されるなど見せ場を設けたのち、抒情的な新しい主題が提示される（譜例2）。
譜例2
譜例2を用いて大きな盛り上がりを形成すると、やがて譜例1が回帰して軽快な調子となる。最後は譜例2も交えながら賑やかに終結する。

## 出版社による編曲
現在最も一般的に耳にする版は、作曲者の死後14年経ってからロバート・マクブライドがオーケストレーションを施しなおした版である。ガーシュウィン作品を出版していたニュー・ワールド・ミュージック社の音楽編集者であったフランク・キャンベル＝ワトソンが、マクブライドに作品をすっかり編曲しなおすように命じた結果できあがった。この版が唯一出版社から販売されたものであるため、現在はガーシュウィンが思い描いた通りに本作をオーケストラで演奏することはほぼ不可能となっている。しかし、1931年にガーシュウィンがピアノを弾いてオーケストラを指揮した通し稽古の録音から、原曲に関する知見を得ることができる。
ガーシュウィンのオーケストレーションは大抵非常に簡素である。弦楽器による多くのパッセージは他の楽器に割り振られ、もともと単独の楽器で演奏していたパッセージに別の楽器も合わせて同時に演奏させるようにされた。さらに、作曲者が削除した8小節が編集者による再現版に付け加えられた。
マイケル・ティルソン・トーマスはガーシュウィンの1931年原典版を普及させている。彼は図書館から原典版の手稿譜を探し出して1985年に行った録音の根拠資料としており、それ以降の演奏でもその版を使用している。ガーシュウィンのスペシャリストであるジャック・ギボンズは、2008年に作曲者自身の原稿に直接あたって彼自身による1931年版の再現譜を作成、同年6月4日にロンドンのカドガン・ホールでロナルド・コープの指揮、ニュー・ロンドン管弦楽団の演奏で初演している。ガーシュウィンがもともと余分につけていたピアノのカデンツァを含む原典版も、2013年5月7日にニューヨークのカーネギー・ホールでオールバニ交響楽団の演奏、ケヴィン・コールの独奏で演奏されている。

## 保全状況
2013年9月22日、音楽学的な総譜のクリティカル・エディションが刊行されると報じられた。ガーシュウィンの遺族がアメリカ議会図書館並びにミシガン大学と共同で、作曲者の真の意図を体現した楽譜を人々が手に取れるものにしようと作業を行っている。このクリティカル・エディションにガーシュウィンが後に削除した素材が入るのか、また作曲の過程で行われたオーケストレーションの変更が記載されるのかどうかは明らかではない。さらに、マクブライドが後年行った管弦楽再編曲の収録に関しても判明していない。
ガーシュウィン・プロジェクト全体は30年から40年を要するものとなるかもしれないが、セカンド・ラプソディは早期のリリースとなりそうである。
2024年2月9日にガーシュウィン・クリティカル・エディションによる『セカンド・ラプソディ』がNaxosからリリースされた。これにはラプソディー・イン・ブルーのガーシュウィン・クリティカル・エディションも同時に収録されている。